# Ampendectomy
Ampendectomy é o décimo terceiro e último disco da banda Resurrection Band, lançado em 1997.
O disco não possui nenhuma música nova, mas sim regravações dos maiores sucessos da banda em versões acústicas.
| Críticas profissionais                                                      | Críticas profissionais |
| Avaliações da crítica                                                       | Avaliações da crítica  |
| Fonte                                                                       | Avaliação              |
| --------------------------------------------------------------------------- | ---------------------- |
| Firestream                                                                  | [ 3 ]                  |
| Esta tabela precisa de ser acompanhada por texto em prosa. Consulte o guia. |                        |

## Faixas
1. "Lovespeak" – 3:59
2. "Broken Promises" – 6:58
3. "Souls for Hire" – 3:58
4. "The House is on Fire" – 3:36
5. "I Need Your Love" – 4:00
6. "Rain Dance" – 4:33
7. "Shadows" – 6:49
8. "So in Love with You" – 5:46
9. "Colours" – 4:05
10. "Irish Garden" – 3:55
11. "Right on Time" – 5:47
12. "Across These Fields (Reprise)" – 3:26
13. "2,000" – 5:21
14. "Lincoln's Train" – 4:51
15. "Can't Stop Loving You" – 3:30

## Créditos
- Glenn Kaiser - Guitarra acústica, vocal, vocal de apoio
- Wendi Kaiser - Vocal, vocal de apoio
- Stu Heiss - Guitarra acústica, teclados
- Roy Montroy - Baixo, vocal de apoio
- John Herrin - Bateria